# Classement du combiné
Le classement du combiné est un prix obtenu en cyclisme sur route, qui reconnaît le coureur le mieux classé dans tous les autres classements de la compétition, le classement général, le classement par points et le grand prix de la montagne. Il est considéré comme un classement récompensant un coureur complet, à l'aise sur tous les terrains. Seuls les coureurs classés dans tous les autres classements apparaissent dans le classement du combiné, établi par l'addition des places de chacun d'entre eux dans chacun des autres classements : 1 point au premier, 2 au deuxième et ainsi de suite. Le classement du combiné est établi dans l'ordre croissant de ces points : le plus petit total est leader du classement combiné.
Sur les grands tours, le classement du combiné a été présent sur le Tour de France entre 1968 et 1974, ainsi qu'entre 1980 et 1989, et sur le Tour d'Espagne entre 1970 et 1974, entre 1986 et 1993, puis entre 2002 et 2018. Le Tour d'Italie a récompensé ce classement par intermittence, en 1972 et 1973, entre 1976 et 1978, en 1980, entre 1985 et 1988, puis en 2001 et 2006.

## Vainqueurs du classement du combiné sur les grands tours

### Record de victoires sur les grand tours
- 8 :  Eddy Merckx
  - Tour d'Italie (1972, 1973)
  - Tour de France (1969, 1970, 1971, 1972, 1974)
  - Tour d'Espagne (1973)

- 3 :  Bernard Hinault
  - Tour d'Italie (1980)
  - Tour de France (1981, 1982)

- 3 :  Laurent Fignon
  - Tour de France (1983, 1984)
  - Tour d'Espagne (1987)

- 3 :  Alejandro Valverde
  - Tour d'Espagne (2003, 2009, 2012)

### Vainqueurs par années
| Année | Tour d'Italie    | Tour de France        | Tour d'Espagne        |
| ----- | ---------------- | --------------------- | --------------------- |
| 1968  | non décerné      | Franco Bitossi        | non décerné           |
| 1969  | non décerné      | Eddy Merckx           | non décerné           |
| 1970  | non décerné      | Eddy Merckx           | Guido Reybrouck       |
| 1971  | non décerné      | Eddy Merckx           | Cyrille Guimard       |
| 1972  | Eddy Merckx      | Eddy Merckx           | José Manuel Fuente    |
| 1973  | Eddy Merckx      | Joop Zoetemelk        | Eddy Merckx           |
| 1974  | non décerné      | Eddy Merckx           | José Luis Abilleira   |
| 1975  | non décerné      | non décerné           | non décerné           |
| 1976  | Francesco Moser  | non décerné           | non décerné           |
| 1977  | Wilmo Francioni  | non décerné           | non décerné           |
| 1978  | Giuseppe Saronni | non décerné           | non décerné           |
| 1979  | non décerné      | non décerné           | non décerné           |
| 1980  | Bernard Hinault  | Ludo Peeters          | non décerné           |
| 1981  | non décerné      | Bernard Hinault       | non décerné           |
| 1982  | non décerné      | Bernard Hinault       | non décerné           |
| 1983  | non décerné      | Laurent Fignon        | non décerné           |
| 1984  | non décerné      | Laurent Fignon        | non décerné           |
| 1985  | Urs Freuler      | Greg LeMond           | non décerné           |
| 1986  | Guido Bontempi   | Greg LeMond           | Sean Kelly            |
| 1987  | Stephen Roche    | Jean-François Bernard | Laurent Fignon        |
| 1988  | Andrew Hampsten  | Steven Rooks          | Sean Kelly            |
| 1989  | non décerné      | Steven Rooks          | Óscar de Jesús Vargas |
| 1990  | non décerné      | non décerné           | Federico Echave       |
| 1991  | non décerné      | non décerné           | Federico Echave       |
| 1992  | non décerné      | non décerné           | Tony Rominger         |
| 1993  | non décerné      | non décerné           | Jesús Montoya         |
| 1994  | non décerné      | non décerné           | non décerné           |
| 1995  | non décerné      | non décerné           | non décerné           |
| 1996  | non décerné      | non décerné           | non décerné           |
| 1997  | non décerné      | non décerné           | non décerné           |
| 1998  | non décerné      | non décerné           | non décerné           |
| 1999  | non décerné      | non décerné           | non décerné           |
| 2000  | non décerné      | non décerné           | non décerné           |
| 2001  | Gilberto Simoni  | non décerné           | non décerné           |
| 2002  | non décerné      | non décerné           | Roberto Heras         |
| 2003  | non décerné      | non décerné           | Alejandro Valverde    |
| 2004  | non décerné      | non décerné           | Roberto Heras         |
| 2005  | non décerné      | non décerné           | Denis Menchov         |
| 2006  | Paolo Savoldelli | non décerné           | Alexandre Vinokourov  |
| 2007  | non décerné      | non décerné           | Denis Menchov         |
| 2008  | non décerné      | non décerné           | Alberto Contador      |
| 2009  | non décerné      | non décerné           | Alejandro Valverde    |
| 2010  | non décerné      | non décerné           | Vincenzo Nibali       |
| 2011  | non décerné      | non décerné           | Christopher Froome    |
| 2012  | non décerné      | non décerné           | Alejandro Valverde    |
| 2013  | non décerné      | non décerné           | Christopher Horner    |
| 2014  | non décerné      | non décerné           | Alberto Contador      |
| 2015  | non décerné      | non décerné           | Joaquim Rodríguez     |
| 2016  | non décerné      | non décerné           | Nairo Quintana        |
| 2017  | non décerné      | non décerné           | Christopher Froome    |
| 2018  | non décerné      | non décerné           | Simon Yates           |